# Cromartyshire
Cromartyshire (Siorrachd Chromba in Gaelico), o semplicemente Cromarty, è una delle contee tradizionali della Scozia, formata da una serie di enclavi delle quali quasi tutte sono contenute all'interno del Ross-shire (una sola confina anche con il Sutherland). Il capoluogo di contea era Cromarty.
Nel 1889 il Ross-shire e il Cromartyshire vennero fusi insieme nella contea di Ross and Cromarty, che poi fu soppressa con la creazione della regione dell'Highland nel 1974.